# Александр (Митрофанов)
Алекса́ндр (Митрофа́нов) (род. 7 декабря 1981 года, Ухта) — иеромонах РПЦ, миссионер, видеоблогер.
Настоятель храма Рождества Пресвятой Богородицы села Богородск Корткеросского района Республики Коми (с 2006), благочинный Корткеросского церковного округа. Эксперт православного телеканала «Спас». Активный участник международного проекта Батюшка онлайн.

## Биография

### Первые годы
Родился 7 декабря 1981 года в Ухте. Окончил в 2002 году 2 курса Института геологии, нефтегазодобычи и трубопроводного транспорта Ухтинского государственного технического университета. В 2005 году Владыкой Питиримом в Ухте был рукоположён в сан диакона, позже переведён в Сыктывкар к отцу Игнатию (Бакаеву). С 2006 года является настоятелем Храма Рождества Пресвятой Богородицы села Богородск Корткеросского района.

### Миссионерская деятельность в интернете
В 2010 году, будучи клириком Сыктывкарской и Воркутинской епархии и председателем епархиального отдела по работе с молодёжью, Александр (Митрофанов) основал блог «Мысли вслух», в котором на понятном молодёжи языке начал записывать видеообращения разнообразной тематики, начиная комментированием популярных фильмов и сериалов, книг, заканчивая политикой и острыми социальными вопросами. В настоящее время Александр (Митрофанов) входит в топ международного проекта Батюшка онлайн и получил известность как православный миссионер-видеоблогер.